# 玛丽安娜·伊吉塔
玛丽安娜·伊莎贝尔·伊吉塔·巴拉扎（西班牙語：Mariana Isabel Higuita Barraza，2007年6月14日—），哥伦比亚女子网球运动员。
她出生在哥伦比亚阿特蘭蒂達省的萨巴纳拉加，父母分别是路易斯·阿尔贝托（Luis Alberto）和葆拉·卡丽娜（Paola Karina）。她于2019年搬到麦德林。
伊吉塔曾在U12和U14级别获得南美洲冠军。2021年，她还与巴伦蒂娜·梅迪奥雷亚尔一起赢得了南美洲U14双打冠军。
在2024年3月在麦德林举行的ITF青少年巡回赛J500级别赛事中，她与她的长期搭档、同胞巴伦蒂娜·梅迪奥雷亚尔一起赢得了双打冠军。她曾代表哥伦比亚参加青少年比利·简·金杯。
她获得了一张2024年波哥大网球公开赛的外卡，首次亮相WTA巡回赛单打和双打正赛。单打首轮，她不敌雷娜塔·萨拉苏亚。在双打比赛中，她与青少年赛事的老搭档梅迪奥雷亚尔搭档，对阵同胞埃米利亚纳·阿朗戈和玛利亚·保利娜·佩雷斯·加西亚。2025年她继续获得了该赛事单打和双打外卡。